# Antonius van Paduakerk (Scharn, Maastricht)
De Antonius van Paduakerk is een kerkgebouw in de buurt Scharn in de Nederlandse stad Maastricht. De kerk dient als parochiekerk van de rooms-katholieke parochie van de Heilige Antonius van Padua in het voormalige dorp Scharn ten oosten van Maastricht. De traditionalistisch ogende kerk uit 1938 is een gemeentelijk monument en bezit een aantal waardevolle kunstschatten. Een deel van de inventaris geniet sinds 1966 bescherming als rijksmonument.

## Geschiedenis
De kerk werd in de jaren 1936-38 gebouwd naar plannen van de architecten A. Swinkels uit Maastricht en E. Schoenmaekers uit Sittard. Aannemer Scheurs uit Elsloo voerde het werk uit voor 73.386 gulden (exclusief grondaankoop en inventaris). Bouwpastoor was de zeer creatieve Jos Janssen, die eerder kapelaan van de Sint-Martinuskerk in Wyck was geweest. Op 12 maart 1936 werd de nieuwe, van Heer afgescheiden parochie van Scharn opgericht, die aanvankelijk gebruik maakte van een noodkerk.
Op 20 september 1936 vond de eerstesteenlegging plaats door deken Schoenmaeckers van Wyck. In juli 1937 was de kerk gereed voor ingebruikname (de toren was pas een jaar later klaar) en op 6 september vond de kerkwijding plaats door mgr. Lemmens, bisschop van Roermond. Pastoor Janssen zag in dat door de Grote Depressie van de jaren 1930 er weinig geld zou zijn voor de aankleding van de nieuwe kerk. Toch wist hij op creatieve manieren meubilair en kunstschatten voor zijn kerk bijeen te brengen.
Bijzonder is de wijze waarop Janssen aan marmer voor de aankleding van de kerk van Scharn wist te komen. Nog voor de aanbesteding van de kerk had Janssen een brief geschreven aan paus Pius XI, waarin hij hem verzocht om een relikwie van de patroonheilige Antonius van Padua en een partij marmer voor de kerk. Het eerste kreeg hij wel, het laatste niet, waarna Janssen zich wendde tot de Italiaanse dictator Benito Mussolini. Hij hoopte dat Mussolini zou bezwijken voor het argument dat de kerk aan een Italiaanse heilige was gewijd. Mussolini zegde inderdaad eind 1937 een lading kostbaar marmer ter waarde van 40.000 gulden toe, 14000 kilo groen cipollino apuana marmer, dat Janssen zelf in Carrara mocht uitzoeken en dat in de zomer van 1939 per schip vanuit Livorno via Amsterdam in Maastricht arriveerde. Als dank wapperde daarna enige tijd een Italiaanse vlag op de kerk. Janssen kleedde de kerk aan als een Italiaanse volkskerk met een veelheid van schilderijen, beelden, kroonluchters en altaren. Boven het koor hing zelfs een enorme rozenkrans met lampjes. Onder zijn opvolger pastoor Systermans werd het meeste vanaf 1958 weer verwijderd. In 1966 werden een aantal objecten in de kerk ingeschreven in het rijksmonumentenregister.

## Beschrijving

### Exterieur
De parochiekerk van Scharn heeft het uiterlijk van een forse kruisbasiliek met een hoge, vierkante kerktoren, die smaller is dan het schip. De tweeledige toren eindigt in een vierzijdig tentdak waarop een torenkruis en een windhaan zijn geplaatst. De zijbeuken zijn tezamen met het middenschip onder één groot zadeldak gevat. Aan weerszijden van het priesterkoor bevinden zich aanbouwsels waarin de sacristie en andere utilitaire ruimten zijn ondergebracht. De kerk is opgetrokken in Limburgse mergel en Kunrader kalk (plint en bovenste geleding toren) en gedekt met leien. Het gebouw is een gemeentelijk monument.

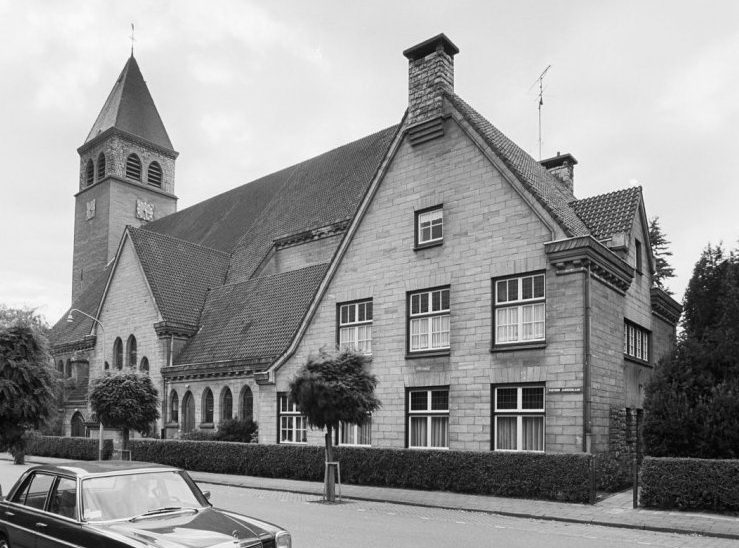
Kerk en pastorie, 1983
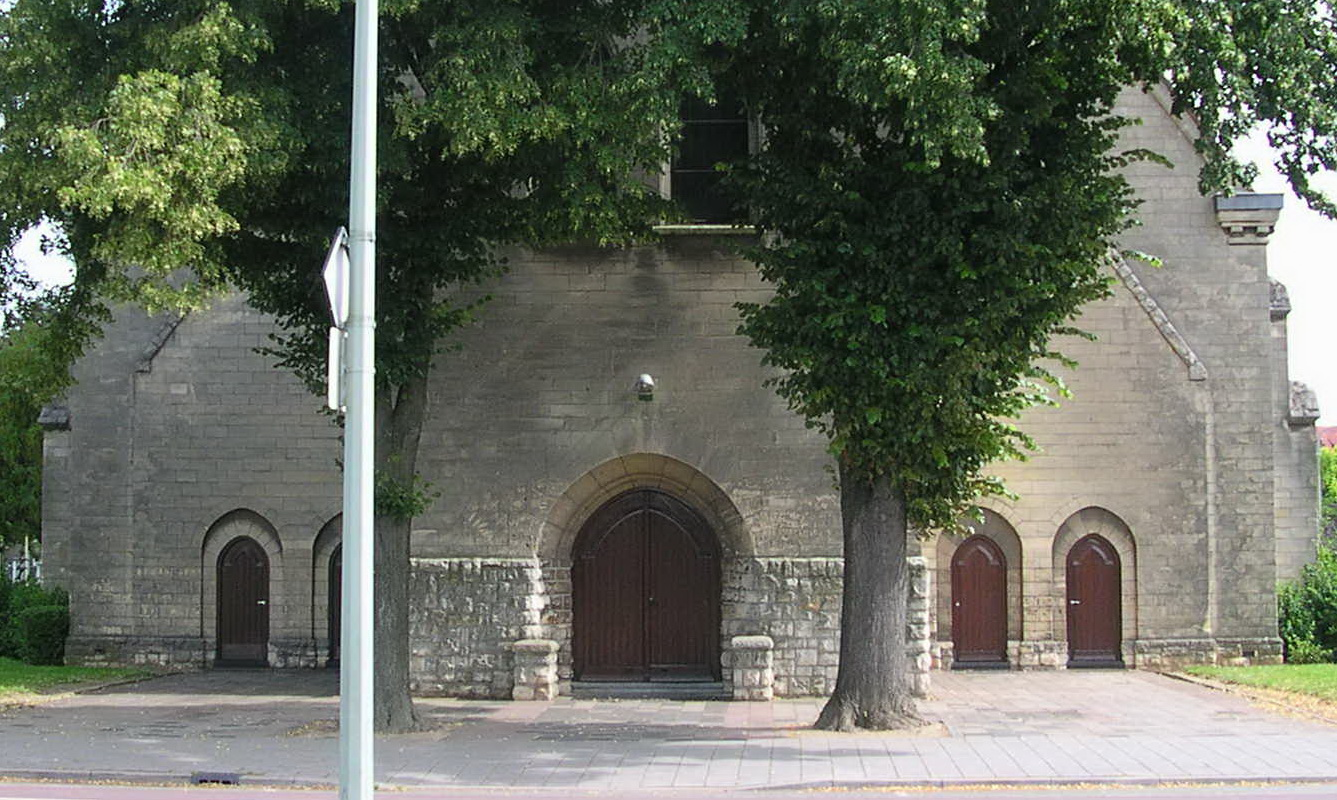
Entree tussen de bomen
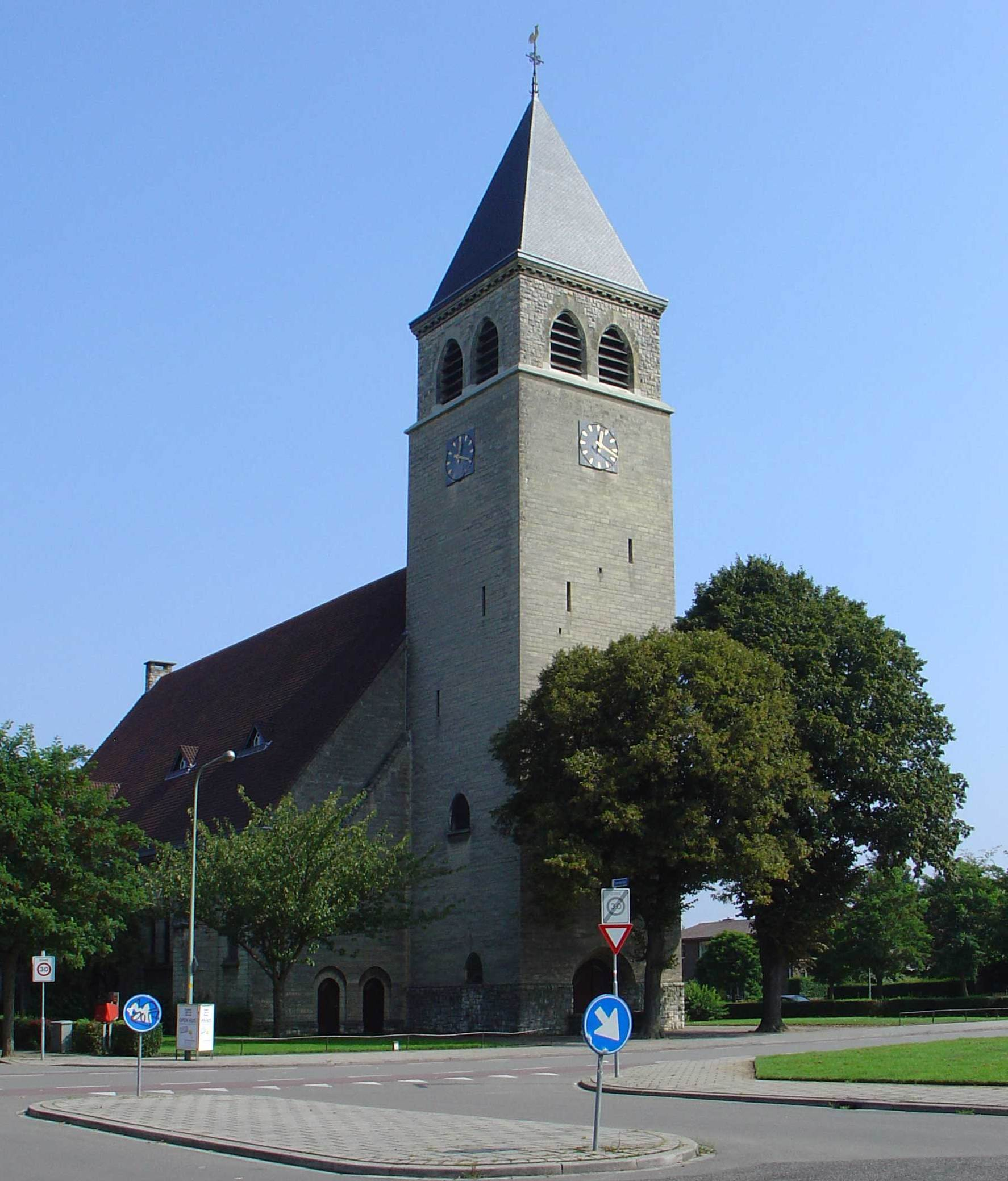
Kerktoren
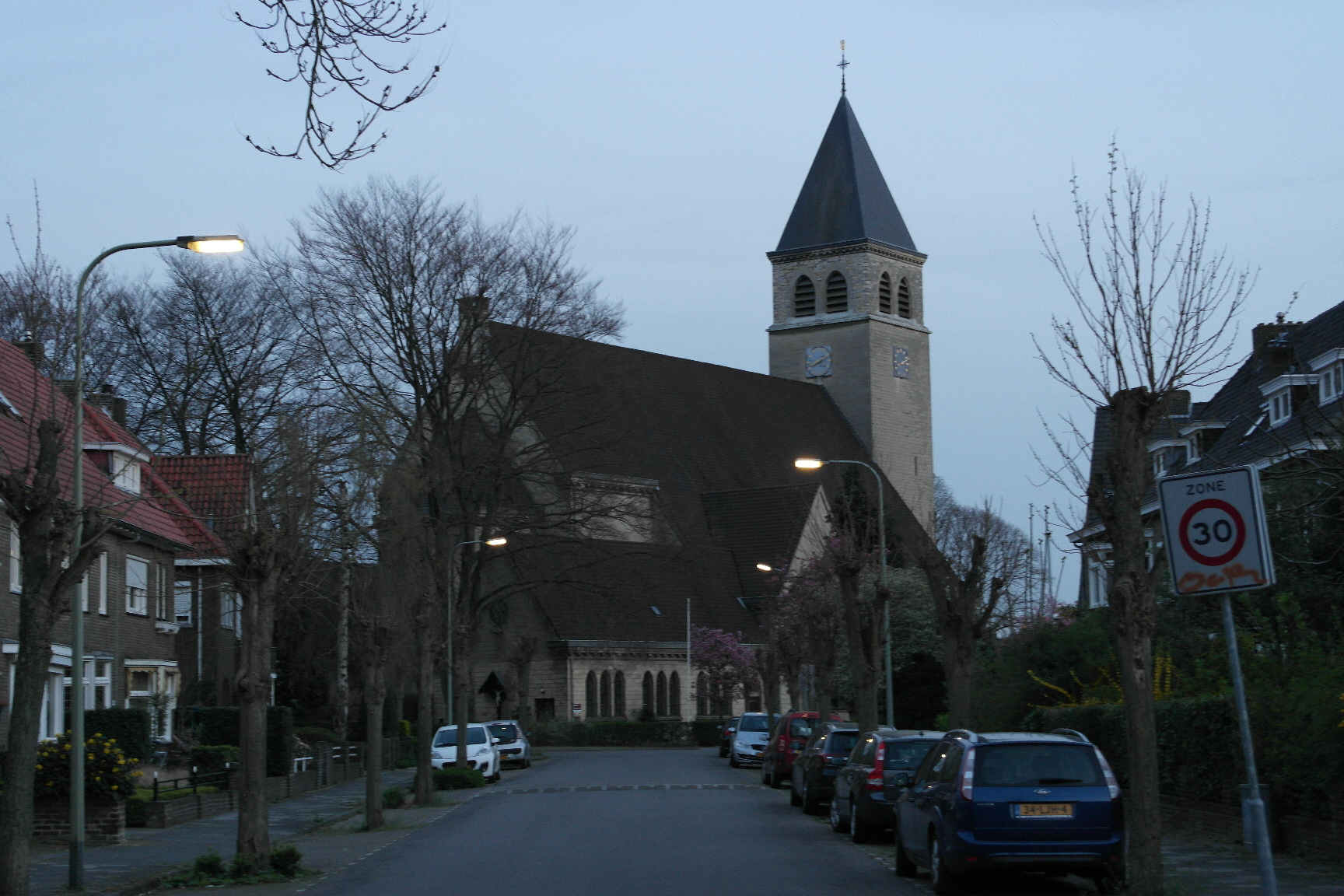
Zuidwestzijde

### Interieur

#### Ruimtelijke indeling, glas-in-loodramen
De Antonius van Paduakerk is een ruime driebeukige kruisbasiliek met een transept en een priesterkoor. De kerk heeft een breed middenschip, dat aansluit op een min of meer vierkant koor, dat door een paraboolbogige opening van de halfronde apsis wordt gescheiden. Ook elders in de kerk zijn deze paraboolbogen terug te vinden, onder andere in het met hout beklede gewelf en in de scheibogen tussen het schip, het transept en de zijbeuken. De scheibogen worden gedragen door acht zeshoekige pilaren, die met Italiaans marmer zijn bekleed. Het gele en roodbruine marmer op het priesterkoor was een geschenk van de parochianen aan pastoor Janssen voor diens 25-jarige priesterjubileum in 1941. De groene tegels elders in de kerk waren een geschenk voor het 40-jarig jubileum in 1956 (in 1961 voltooid).
De kerk van Scharn telt ongeveer 35 glas-in-loodramen, waarvan enkele met gebrandschilderd glas. De meeste paraboolvormige ramen zijn in groepen van vier geplaatst en door de architecten  van kathedraalglas voorzien met geometrisch-abstracte figuren. Een tweetal ramen van Hubert Levigne uit 1941 stellen heiligen voor, een van hen is Theresia van Lisieux. Het viervoudige, 19e-eeuwse raam in het oostelijk transept met een voorstelling van de Aanbidding der Wijzen is afkomstig uit de Augustinuskerk in Lutterade en is wellicht vervaardigd door het glazeniersbedrijf Nicolas uit Roermond.

#### Orgel, meubilair
In 1937 kreeg de kerk de beschikking over een klein kerkorgel van de bekende orgelbouwer Joseph Binvignat (en Houtappel) uit 1794 dat volgens de overlevering oorspronkelijk voor het Wittevrouwenklooster aan het Vrijthof was bedoeld, maar dat na opheffing van het klooster naar de toenmalige Sint-Monulphus en Gondulphuskerk van Berg en Terblijt werd overgebracht. Thans bevindt zich dit orgel in de voormalige Cellebroederskapel in Maastricht. Sedert 1962 beschikt de kerk van Scharn over een orgel van de firma Vermeulen uit 1931 (in 1952 gewijzigd), dat oorspronkelijk in de voormalige Dominicanenkerk stond.
De kerk bezit vier altaren, die op de monumentenlijst staan. Het hoofdaltaar in 19e-eeuwse neobarokstijl bestaat uit twee delen, die oorspronkelijk niet bij elkaar hoorden en die in 1964 onder leiding van professor Timmers werden gerestaureerd. Het eigenlijke altaar met een rijk bewerkt tabernakel stond oorspronkelijk in de Sint-Catharinakerk in Amsterdam; het daarboven geplaatste baldakijn is afkomstig uit de oude parochiekerk van Berg en Terblijt. Het altaar is op een vier treden tellend podium onder het naar achteren zwenkend baldakijn geplaatst en bestaat uit een vrij eenvoudige onderkast met daarop het tabernakel en een kruis. Het baldakijn heeft aan weerskanten drie Korinthische zuilen, die een brede, uitzwenkende kroonlijst dragen. Hierop knielen aan beide kanten gevleugelde adoranten. Tussen de gemarmerde zuilen hangt boven het tabernakel een stralenkrans met engelen en wolken. Het baldakijn wordt bekroond door een zeer barok aandoende constructie met voluten die een wolk dragen. Hierop staat een vrouwenfiguur met kruis en kelk, geflankeerd door putti. Op oudere foto's is te zien dat het altaar oorspronkelijk veel donkerder geschilderd was.
Na de liturgische veranderingen als gevolg van het Tweede Vaticaans Concilie werd in 1970 een eenvoudig offeraltaar bijgeplaatst, dat gedragen wordt door Korinthische zuilen afkomstig van de zijaltaren uit de kerk van Berg. Door de veranderde liturgische opvattingen zijn ook de andere flankerende barokaltaren verwijderd. Twee daarvan, in een afwijkende stijl, waren afkomstig uit de Sint-Laurentiuskerk in Gellik. Een ander, eveneens beschermd altaar is afkomstig uit de Sint-Martinuskerk te Weert en is samengesteld uit 18e- en 19e-eeuwse fragmenten. De buiten functie gestelde preekstoel met neoclassicistische ornamenten uit het midden van de 19e eeuw is eveneens afkomstig uit de kerk van Berg en Terblijt. Op de monumentenlijst staan ook een vroeg-19e-eeuwse communiebank en de borstwering van het oksaal, afkomstig uit de in 1939 gesloopte Sint-Catharinakerk in Amsterdam.

#### Overige kunstvoorwerpen

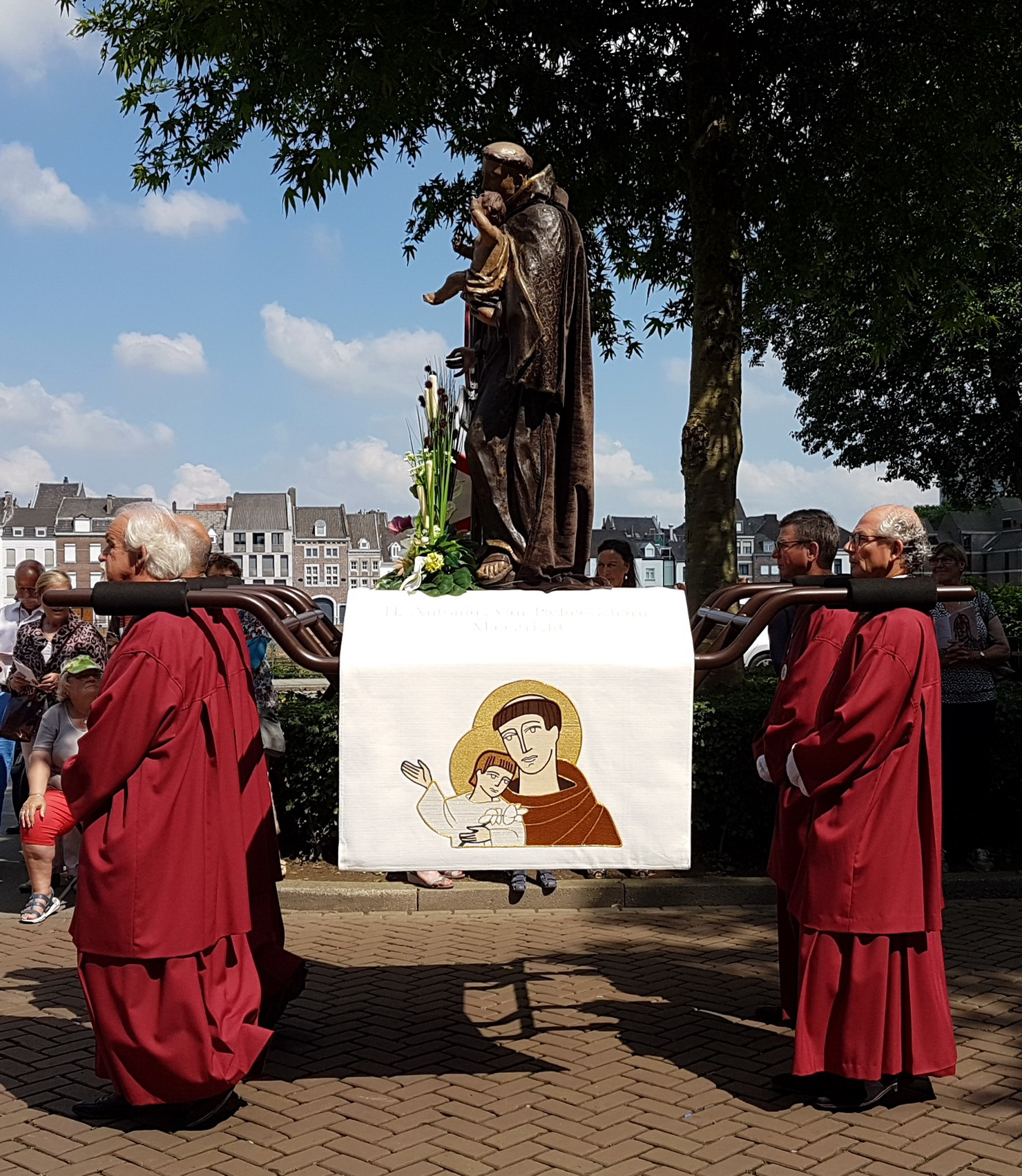
Het beeld van Sint-Antonius uit Scharn in de Heiligdomsvaart van Maastricht, 2018

De Antonius van Paduakerk is rijk aan beelden en schilderijen. Zo bezit de kerk een houten beeld van de patroonheilige, afkomstig uit de Sint-Martinuskerk in Weert. De kruiswegstaties van de Maastrichtse beeldhouwer Charles Vos bevonden zich aanvankelijk in de Augustijnenkerk toen deze dienstdeed als parochiekerk (Sint-Jozefkerk, 1920-'62). Vos leverde gedurende de periode 1947-'54 tweemaal per jaar een kruiswegstatie voor een prijs van 500 gulden per stuk. In 1964 kocht de Antonius van Paduaparochie ze voor dezelfde prijs van de opgeheven Sint-Jozefparochie. De veertien uit eikenhout gesneden reliëfs doen enigszins barok aan; waarschijnlijk om niet te detoneren met de barokke aankleding van de Augustijnenkerk.
In de sacristie bevindt zich een houten altaarkruis uit het midden van de 18e eeuw, afkomstig uit de Sint-Gertrudiskerk in Sint Geertruid. Het kruis, met rocaillebeëindigingen, is bevestigd op een in- en uitzwenkende voet met voluten en een reliëfafbeelding in een schelp van de doek vanVeronica. Het op het kruis bevestigde houten corpus is 46 cm hoog. Een ander, ten dele zilveren kruis met koperen corpus, is vroeg-19e-eeuws. Dit kruis is afkomstig uit de Sint-Sebastiaankerk in Herpen en is thans op het tabernakel in het hoofdaltaar geplaatst. Een koperen processiekruis is eveneens vroeg-19e-eeuws.
Bij het uit de Sint-Catharinakerk afkomstige tabernakel van gedreven zilver behoorden twee zilveren cartouches met heiligenfiguren (o.a. de heilige Catharina), in 1762 en 1764 in Antwerpen vervaardigd, die thans in het hoofdaltaar zijn verwerkt. Uit dezelfde kerk afkomstig zijn: een misdienaarsstaf, bekroond door een 20 cm hoog zilveren Catharinabeeldje van Edelsmidse Brom, twee kaarsenbakken uit 1822 met rocailleversiering, aren en druiven van gedreven zilver, een zilveren antependium in dezelfde stijl en ander zilverwerk dat thans het doopvont siert.
De kerk bezit verder een verguld koperen monstrans waarvan de onderdelen uit verschillende perioden stammen: de voet met voorstellingen van de vier evangelisten in medaillons is begin-19e-eeuws, de getorste zuiltjes 17e-eeuws en de bekroning met gotische pinakels en beeldjes van Maria en een andere vrouwelijke heilige vroeg-16e-eeuws.

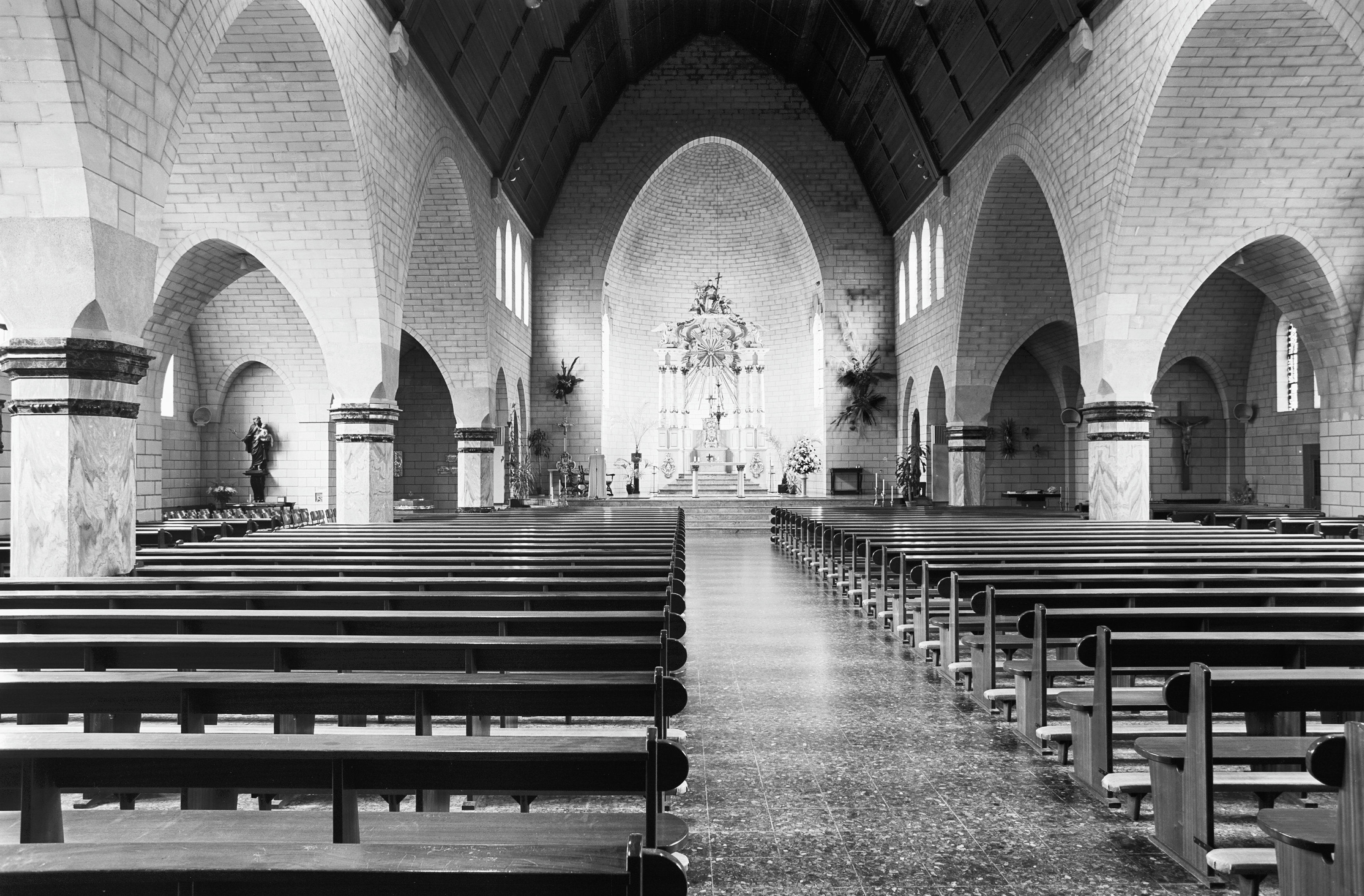
Interieur naar het oosten
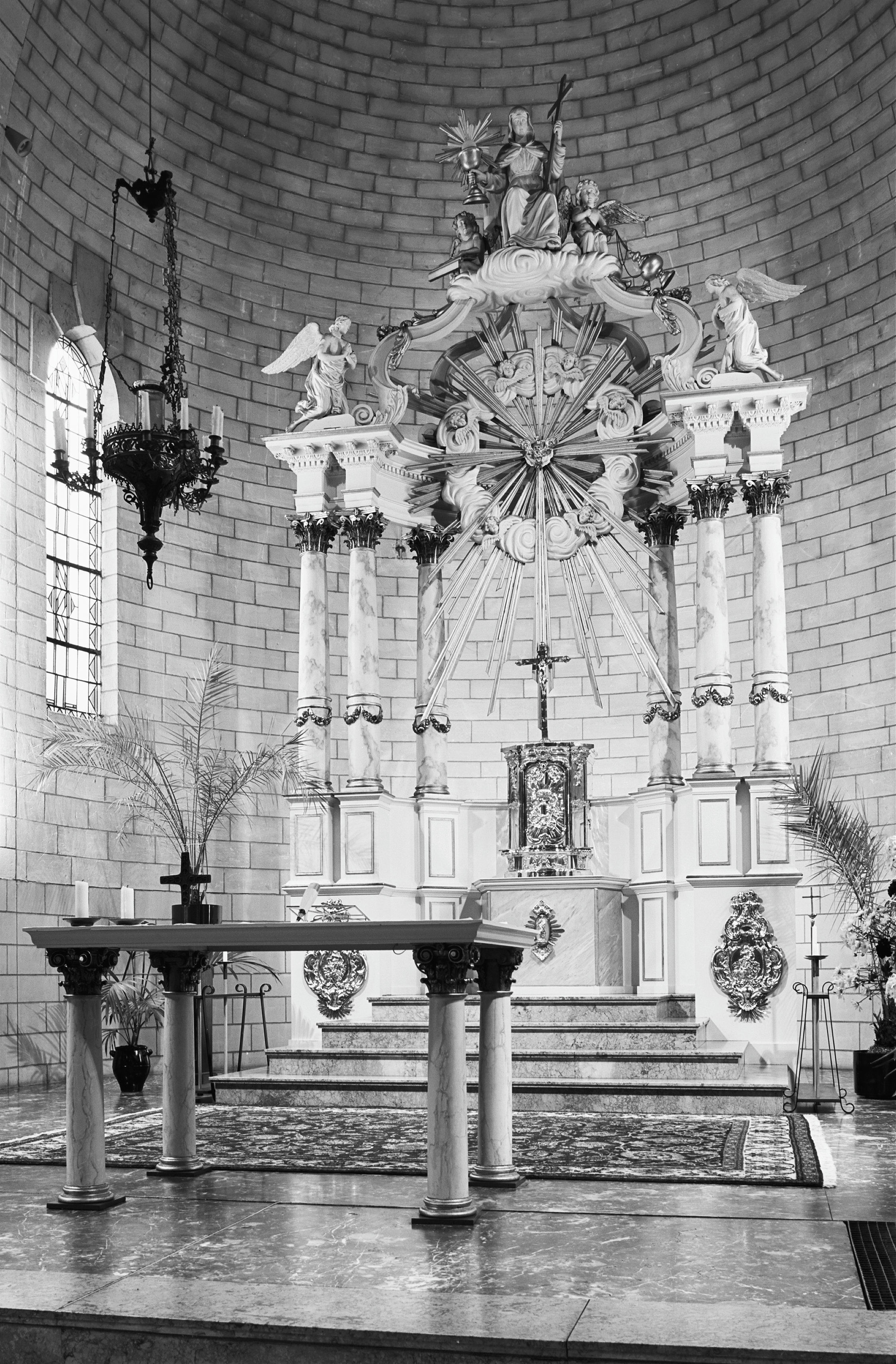
Priesterkoor met altaren
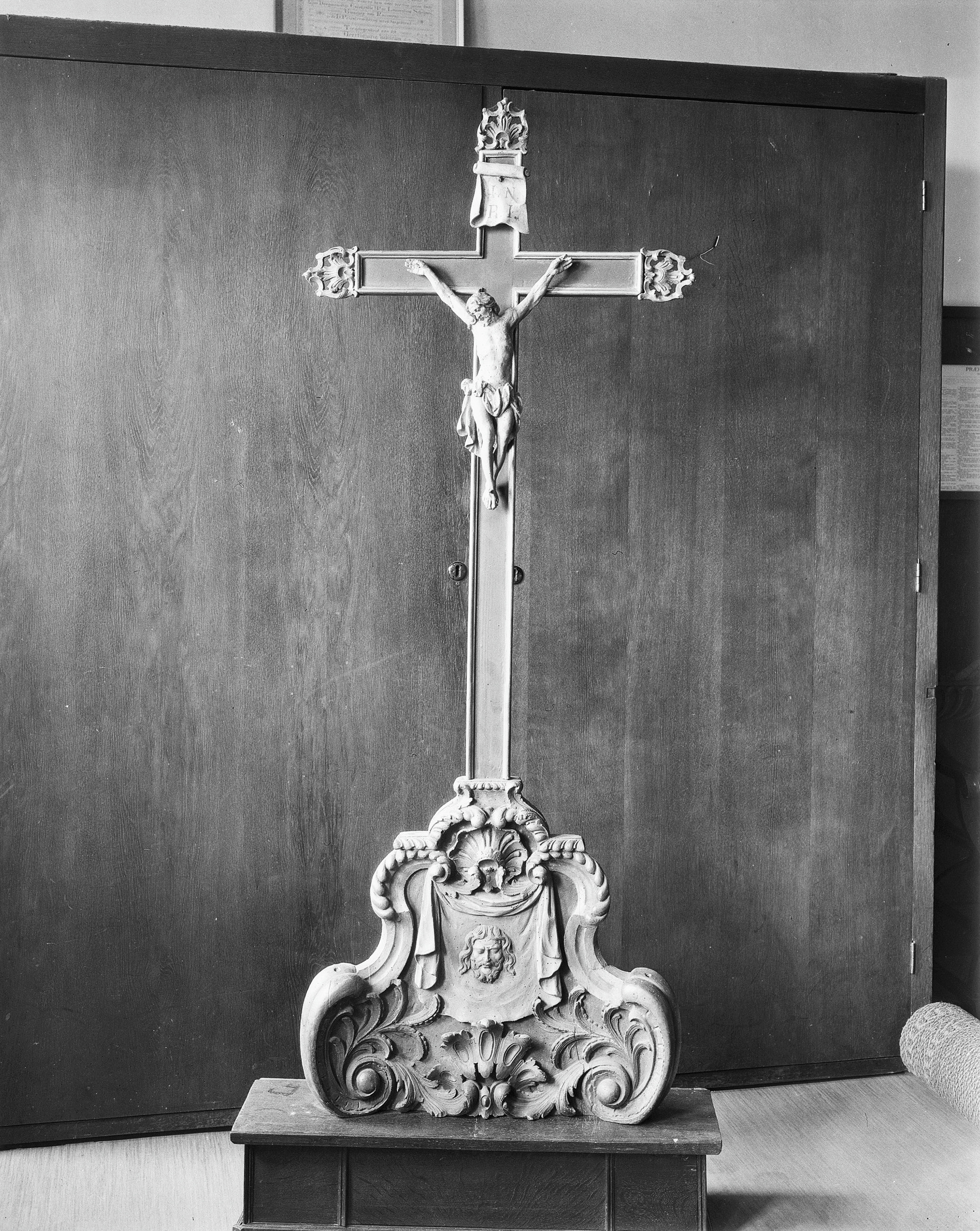
18e-eeuws kruisbeeld
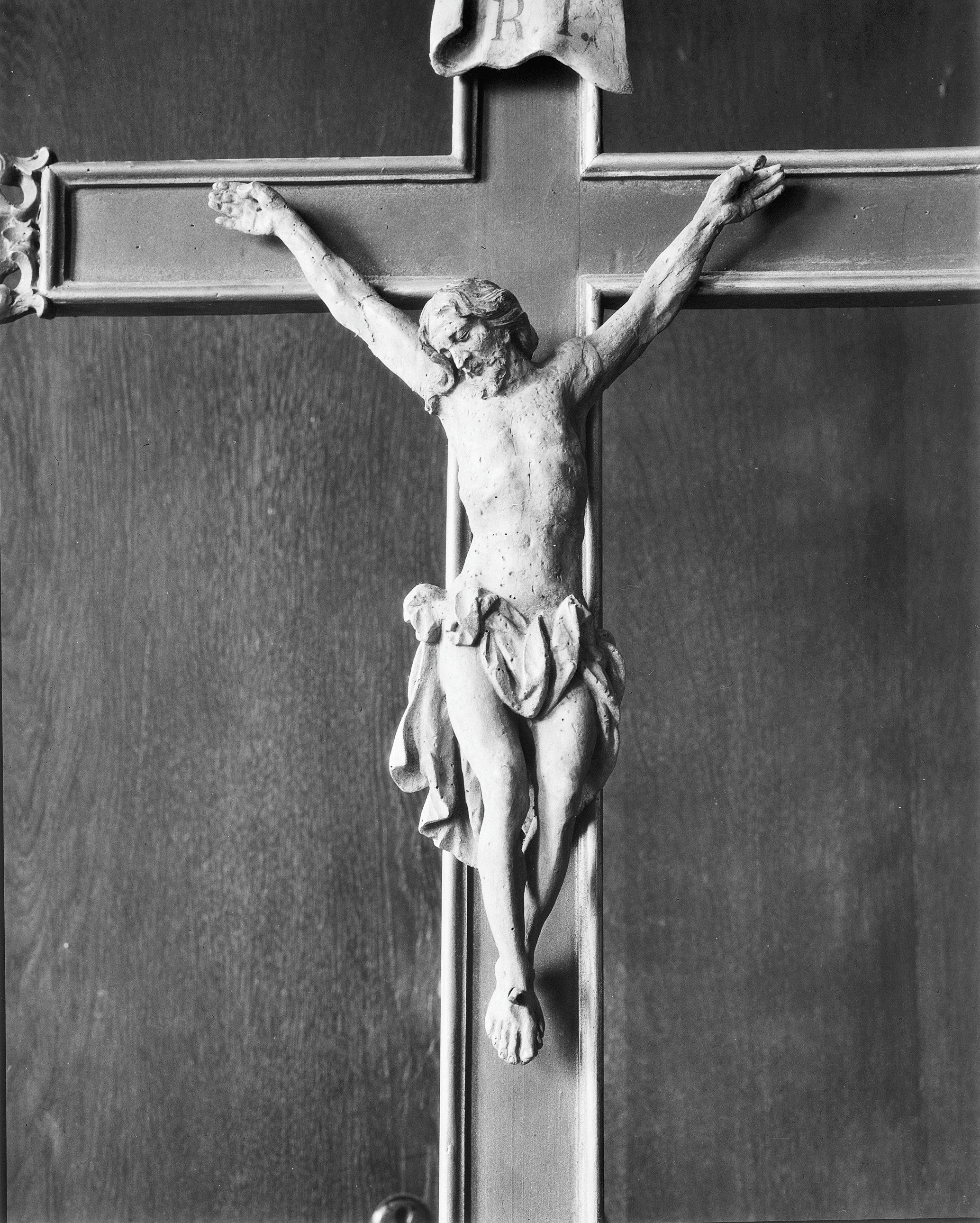
Detail kruisbeeld